# Celesiria
La Celesiria (en griego antiguo: Κοίλη Συρία), cuyo significado es «Siria hundida», fue una región del sur de Siria en disputa entre el Imperio seléucida y el Imperio egipcio (Ptolemaico). Estrictamente hablando, es la zona del valle de la Becá, Líbano, pero a menudo es utilizado para cubrir toda la zona situada al sur del río Eleutero, incluida Judea. De hecho, Diodoro Sículo también incluía en Celesiria la costa de Israel hasta el sur de Jaffa. El término helenístico Koile Syria que aparece por primera vez en la Anábasis de Alejandro (2.13.7) de Flavio Arriano y que ha provocado muchos debates, ahora parece que ha sido simplemente una transcripción de la palabra kul del arameo, «todo», que incluiría toda Siria, mucho más de lo que se ha sugerido.

## Historia
Un general de Alejandro Magno, Ptolomeo, fue el primero en ocupar Celesiria, en el año 318 a. C.. Ptolomeo se unió a la coalición contra Antígono Monóftalmos en el 313 a. C., pero sin embargo se retiró rápidamente a Celesiria. En el 312, Seleuco I Nicátor derrotó a Demetrio, hijo de Antígono, en la batalla de Gaza, lo que permitió a Ptolomeo volver a ocupar Celesiria. Aunque de nuevo expulsado de ella sólo unos meses después, Demetrio se hizo con Chipre y Antígono penetró en Siria para sumarla a sus dominios a la fuerza. Estos breves éxitos permitieron que Seleuco asegurase Babilonia para sus dominios. En el 302, Ptolomeo se sumó a una nueva coalición contra Antígono y volvió a ocupar Celesiria, pero se retiró rápidamente al recibir un informe falso que informaba de que Antígono había obtenido una victoria en batalla. Ptolomeo marchó sólo cuando supo que Antígono había sido derrotado en Ipsos en el 301 a. C. Celesiria le fue asignado a Seleuco por los vencedores de Ipsos, ya que Ptolomeo no había contribuido en nada a la victoria. Aunque, Ptolomeo se resistió en un principio a ceder la región, es poco probable que organizase una defensa seria en Celesiria. Seleuco accedió a la ocupación ptolemaica, probablemente debido a que recordó cómo, con la ayuda de Ptolomeo, se había restablecido a sí mismo en Babilonia. Más tarde, los seléucidas se desentendieron de ese trato tácito, por lo que se desató un conflicto, denominado guerras sirias, y que enfrentaría a los ejército seléucida y egipcio por el control de la región.